# Язу (округ, Міссісіпі)
Шаблон:StateAbbr_ 32°47′ пн. ш. 90°24′ зх. д. / 32.78° пн. ш. 90.4° зх. д.
Округ  Язу (англ. Yazoo County) — округ (графство) у штаті Міссісіпі, США. Ідентифікатор округу 28163.

## Історія
Округ утворений 1823 року.

## Демографія
За даними перепису 
2000 року 
загальне населення округу становило 28149 осіб, зокрема міського населення було 14856, а сільського — 13293.
Серед мешканців округу чоловіків було 14321, а жінок — 13828. В окрузі було 9178 домогосподарств, 6644 родин, які мешкали в 10015 будинках.
Середній розмір родини становив 3,35.
Віковий розподіл населення поданий у таблиці:
| Стать    | До 15 років | 15-21 | 22-29 | 30-39 | 40-49 | 50-65 | 65-85 | Понад 85 |
| -------- | ----------- | ----- | ----- | ----- | ----- | ----- | ----- | -------- |
| Чоловіки | 3367        | 1566  | 1667  | 2298  | 2229  | 1870  | 1181  | 143      |
| Жінки    | 3251        | 1461  | 1343  | 1835  | 1880  | 1882  | 1818  | 358      |

## Суміжні округи
- Гамфріс — північ
- Голмс — північний схід
- Медісон — схід
- Гіндс — південь
- Воррен — південний захід
- Іссаквена — захід
- Шаркі — північний захід

## Виноски
1. ↑  U.S. Decennial Census. United States Census Bureau. Процитовано 8 листопада 2014.
2. ↑  Historical Census Browser. University of Virginia Library. Архів оригіналу за 11 серпня 2012. Процитовано 8 листопада 2014.
3. ↑  Population of Counties by Decennial Census: 1900 to 1990. United States Census Bureau. Процитовано 8 листопада 2014.
4. ↑  Census 2000 PHC-T-4. Ranking Tables for Counties: 1990 and 2000 (PDF). United States Census Bureau. Процитовано 8 листопада 2014.
5. ↑  State & County QuickFacts. United States Census Bureau. Архів оригіналу за 7 червня 2011. Процитовано 7 вересня 2013. [Архівовано 2011-06-07 у Wayback Machine.](англ.) Наведено за англійською вікіпедією.
6. ↑  American FactFinder. Бюро перепису населення США. Архів оригіналу за 26 лютого 2012. Процитовано 31 січня 2008. [Архівовано 2008-05-21 у Wayback Machine.]

| США | Це незавершена стаття з географії США. Ви можете допомогти проєкту, виправивши або дописавши її. |